# Кабіне Комара
Кабіне Комара (фр. Kabiné Komara; нар. 8 березня 1950) — гвінейський політичний діяч, прем'єр-міністр країни з кінця грудня 2008 до січня 2010 року.

## Життєпис

### Кар'єра фінансиста
Народився 8 березня 1950 року в місті Канкан, в області Верхня Гвінея у родині народності малінке. Середню освіту здобув у Конакрі. 1973 закінчив Вищу школу управління в Конакрі й отримав диплом спеціаліста з відзнакою. 1975 року проходив стажування в банку «Швейцарський кредит» у Цюриху (Швейцарія). 1981 року стажувався у Вищому діловому інституті в Парижі. 1982 року мав практику у Школі міжнародних зв'язків та управління в Парижі. 1992 у США вивчав валютну економіку в університеті Колорадо. 1997 року Кабіне Комара закінчив Банківський інститут Американського університету в Каїрі, отримавши диплом у галузі управління та банківських інвестицій. Також закінчив Вищу школу комерції в Ренні (Франція). Обіймав посаду заступника директора з персоналу Гвінейської компанії бокситів, директором алюмінієвого виробництва у містечку Фрія.
З грудня 2003 року був директором від Гвінеї в Африканському експортно-імпортному банку в Каїрі. З 1997 року проживав у Єгипті.
25 лютого 2007 року за умов політичної кризи та загального страйку профспілки запропонували президенту Лансані Конте призначити Комару новим прем'єр-міністром (він був одним із чотирьох кандидатів на той пост). Сторони майже дійшли згоди, однак Конте 26 лютого призначив главою уряду Лансану Куйяте. 28 лютого того ж року Комара опублікував відкритого листа-подяку співвітчизникам, в якому закликав народ будувати кращу Гвінею.

### На посту глави уряду
30 грудня 2008 року ордонансом президента Мусси Даді Камари Кабіне Комара був призначений на посаду прем'єр-міністра. Того ж дня спеціальним авіарейсом з Каїра через Париж і Дакар він прибув до Конакрі, де в аеропорту його зустріла делегація НРДР. З аеропорту новий прем'єр-міністр вирушив до військового табору Альфа Яя, де його прийняв президент Камара. Їхня бесіда тривала близько п'яти годин.
Комарі було доручено керувати роботою уряду з правом призначення посадових осіб державної адміністрації та керівництва нею. Комара також отримав право представляти президента на міжнародних зустрічах.
14 січня 2009 Кабіне Комара сформував кабінет з 27 міністрів і двох державних секретарів. Військовики зайняли у новому кабінеті 10 постів. Міністром закордонних справ було призначено колишнього посла у Німеччині Александра Кеке Луа, міністром інформації та культури — журналіста Жюстіна Мореля Жуніора..
Новий уряд стикнувся з міжнародною ізоляцією Гвінеї, спричиненою засудженням військового перевороту, а також із занепокоєнням найбільших світових алюмінієвих компаній через нестабільність у країні, що виникла.
На початку січня 2009 Кабіне Комара прибув до Абуджі (Нігерія) на зустріч глав держав ЕКОВАС, однак не зміг зайняти своє місце через засудження державами Західної Африки перевороту 23 грудня 2008 року. Однак йому надали можливість виступити на закритому засіданні глав держав. Он заявив, що Гвінея бажає інтегруватись в ЕКОВАС та отримувати допомогу, щоб стати «нормальною країною»..
18 січня 2010 року на посту прем'єр-міністра його замінив Жан-Марі Доре.

## Родина
Кабіне Комара одружений, має шістьох дітей.